# Sefidia
Sefidia is een geslacht van vlinders van de familie snuitmotten (Pyralidae), uit de onderfamilie Phycitinae.

## Soorten
- S. clasperella Asselbergs, 1994
- S. persica Amsel, 1950